# Patricia Harmsworth, vizcondesa Rothermere
Patricia Evelyn Beverley Matthews Harmsworth, vizcondesa Rothermere (5 de mayo de 1929-12 de agosto de 1992), fue una socialité y actriz inglesa. Como Beverly Brooks, apareció en varias películas, como Reach for the Sky (1956)

## Primeros años
Patricia Evelyn Beverley Matthews nació el 5 de mayo de 1929, siendo hija de John William Matthews, un arquitecto.

## Carrera
Poco después de su primer matrimonio y del nacimiento de su primer hijo, se matriculó en la Rank Charm School para convertirse en una estrella. Esto le valió un papel en Reach for the Sky.

### Filmografía
- Simon and Laura (1955) – Mabel
- Lost (también conocido como Tears for Simon) (1955) – Pam (operadora de teléfono) – sin acreditar
- Man of the Moment (1955) – Azafata Find the Lady (1956) – June Weston
- Reach for the Sky (1956) – Sally

### Televisión
- The Vise – "Diana" en el episodio "The Eighth Window" (episodio n.º 1.19) (4 de febrero de 1955)
- Clive James: Postcard from London, aparece como ella misma, "Bubbles", (BBC, 1991).

## Vida personal
Cuando tenía 22 años, Matthews conoció al capitán Christopher Brooks, de la Coldstream Guards, mientras asistía a un evento automovilístico en Goodwood. Se casaron poco después, el 2 de junio de 1951. Tuvieron una hija, Sarah Jane Brooks, en 1956.
A los 27 años, cuando aún estaba casada con el capitán Brooks, conoció a Vere Harmsworth (1925-1998) en una fiesta. Pronto se divorció de Brooks y se casó con el que sería vizconde Rothermere el 21 de marzo de 1957. En 1957 y 1964 tuvo dos hijas. Después de que su suegro, Esmond Harmsworth (1898-1978), se volviera a casar y tuviera un hijo, también llamado Esmond, Patricia investigó los métodos de un tal Dr. August Von Borosini para influir en el sexo de su bebé y dio a luz a un varón en diciembre de 1967. Sus hijos fueron Geraldine Theodora Gabriel Harmsworth (nacida en 1957), Camilla Pamela Caroline Harmsworth (nacida en 1964) y Jonathan Harold Esmond Vere Harmsworth, cuarto vizconde Rothermere (nacido en 1967).
Como Lady Rothermere, llevó una variopinta vida social, que le valió el apodo de "Bubbles" por su afición al champán. Murió a los 63 años de un ataque al corazón en Niza, Francia, tras tomar una sobredosis accidental de somníferos.

### Honores
En 1997, Jonathan Harmsworth creó el Premio Patricia Rothermere en honor a su madre. Era un premio dividido en dos partes y la primera recayó en Judi Dench en reconocimiento a sus servicios al teatro. La segunda parte se concedía a los estudiantes de arte dramático más prometedores de ese año. En 1997 recayó en Mark Rice-Oxley. El premio se entregaba en la gala de entrega de los Evening Standard Theatre Awards. y posteriormente se denominó Lady Rothermere Drama Award.